# Gestohlene Herzen (1996)
Gestohlene Herzen (Originaltitel: Two If by Sea) ist eine US-amerikanische Filmkomödie aus dem Jahr 1996. Der Regisseur war Bill Bennett, das Drehbuch schrieben Denis Leary und Mike Armstrong. Die Hauptrollen spielten Denis Leary und Sandra Bullock.

## Handlung
Der Handwerker Francis O’Brien (Denis Leary) ist gelegentlich als Dieb tätig. Im Auftrag des Hehlers Beano, der wiederum von einem reichen Mann beauftragt wurde, stiehlt er ein wertvolles Gemälde von Matisse. Mit dem Bild fahren O’Brien und seine Freundin Roz (Sandra Bullock) auf eine Insel in Neuengland, auf der sie bis zur Bildübergabe ein gegenwärtig unbewohntes Haus besetzen. Sie täuschen vor, Bekannte der Bewohner zu sein und der Oberschicht der Gesellschaft anzugehören. Roz flirtet mit dem in der Nachbarschaft wohnenden Evan Marsh, O’Brien macht die Bekanntschaft eines filmenden Teenagers, der auch Aufnahmen von Marsh während eines Dates in dessen Haus machte. Auf diesem Film sieht O’Brian ein weiteres Bild von Matisse, das er später in einem Katalog als gestohlen und nicht wieder aufgefunden bezeichnet sieht.
In einer stillgelegten Fischfabrik soll das Treffen von O’Brien, Beano und dem Auftraggeber stattfinden. Auch Roz kommt mit. Der Unbekannte leitet jedoch Gas in die Fabrik ein und verschwindet ungesehen mit dem Bild. Der Agent des FBI O’Malley war bereits auf der Fährte von Beano und nimmt das Trio in der Fabrik fest. O’Brien nennt Marsh als Verdächtigen. Er und Roz wohnen einer Hausdurchsuchung bei Marsh bei, die zunächst keine Ergebnisse bringt. Die Aktion soll bereits abgebrochen werden, dann findet O’Brien ein verstecktes Zimmer mit den gestohlenen Gemälden.

## Kritiken
Der Film wurde in der Zeitschrift TV Hören + Sehen als „sehr witzig“ bezeichnet, in der Zeitschrift Cinema als „perfekt getimt“ und „pfiffig“, in der Zeitschrift TV Today als „zum Schießen komisch“.

„Obwohl "Gestohlene Herzen" wie Sandra Bullocks endgültiger Durchbruch "Während du schliefst..." eine romantische Komödie ist, springt der Funke hier zu keinem Zeitpunkt über. Zu sehr setzt das Drehbuch auf eine platte Story und einfallslose Dialoge.“

„Einer der nicht gerade seltenen Flops von Sandra Bullock. Zwischen ihr und dem Großmaul Denis Leary will es sichtlich nicht funken. Auch die dünne Handlung ist kaum dazu angetan, irgend jemanden hinter dem Ofen hervorzulocken. Immerhin gibt es ein paar schräge Figuren und hin und wieder etwas Dialogwitz.“

„Temporeiche Gaunerkomödie, die der dünnen Handlung dank origineller Figuren, überraschender Wendungen und witziger Dialoge manchen Reiz abgewinnt.“